# Sheffield Football Club
El Sheffield Football Club és un club semiprofessional de futbol de la ciutat de Sheffield, al comtat de Yorkshire, Anglaterra. Va ser fundat el 1857 i juga a la Northern Premier League Division One South, torneig de la vuitena divisió en el sistema de lligues de futbol d'Anglaterra. La fama del Sheffield FC és la de ser el club de futbol més antic del món.
El Sheffield participa en el derbi de futbol més antic del món contra l'etern rival, el segon equip més antic, el Hallam FC.
El club no té connexió amb cap dels dos equips professionals locals, el Sheffield United i el Sheffield Wednesday. Tot i que aquests el van relegar a un segon pla, el club original de Sheffield ha sobreviscut fins avui per la seva herència cultural i per la dedicació dels seus pocs aficionats.

## Història

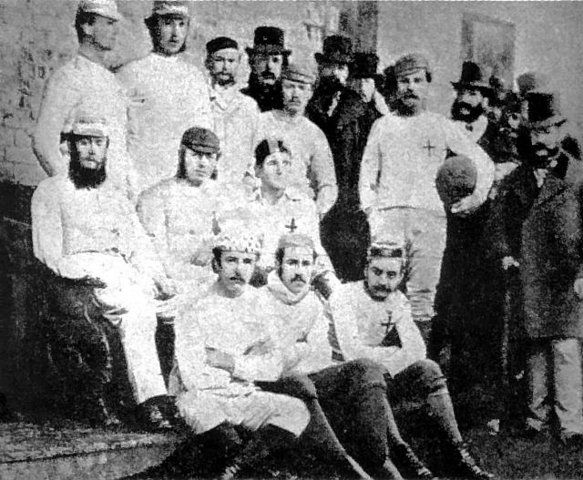
Imatge presa d'un dels primers equips del Sheffield FC el 1857.

El 1855 els membres d'un club de críquet de la ciutat de Sheffield organitzen partits de futbol per passar els mesos d'hivern, cal destacar que aquests partits són jugats sense cap mena de regles oficials. El 24 d'octubre de 1857 Nathaniel Creswick i William Prest van formar el Sheffield Football Club. El club de Sheffield és reconegut oficialment per la FIFA com el club de futbol més antic del món. També té el més antic codi de futbol documentat a Anglaterra.
El 24 d'octubre de 1857 dos estudiants de Harrow School de Londres, Nathaniel Creswick i William Prest, van redactar l'acta fundacional del primer club de futbol de la història. Era el naixement del Sheffield Football Club, el més antic de la Història. Creswick i Prest van decidir aquell any crear un club per jugar al football durant l'hivern, i així mantenir la seva forma física en aquesta estació. Per a això van haver de convèncer a les persones més influents de Sheffield.
Creswick i Prest van ser responsables de l'elaboració de les regles del joc del club el 1857, un codi denominat Normes de Sheffield. En aquest moment, abans de la formació de la Football Association (F.A.), molts tipus diferents de futbol van ser desenvolupats i jugats popularment a Anglaterra. Per exemple, cadascuna de les diferents escoles públiques que practicaven el futbol en funció de les seves pròpies normes, i aquestes eren molt diferents.
El primer Reglament de Sheffield va ser diferent. Per exemple, no hi havia fora de joc, els jugadors contraris podrien ser empesos, i un jugador que agafa la pilota amb la mà aconseguiria un tir lliure a favor de l'altre equip. El Futbol australià, que va començar a desenvolupar-se a l'any següent, s'assembla a l'original codi de Sheffield en tots aquests aspectes. Les similituds probablement es van deure a la influència comuna dels codis anteriors, com el Reglament de Cambridge. Inicialment, els partits del Sheffield FC van ser jugats entre els propis membres del club i va prendre el format de "Casats v/s solters" o " Professionals v/s obrers".
Sheffield i el seu veí, Hallam FC, que es va formar el 1860 i en el mateix any els dos clubs comencen a jugar el derbi local que avui és el més antic encara jugat. El 1862 hi havia al voltant de 15 clubs a la zona de Sheffield i tots ells es van adherir a les Normes de Sheffield. Aquestes normes van ser posteriorment adoptades per l'Associació de Futbol de Sheffield quan es va formar el 1867. Per aquest temps el club havia decidit jugar només contra equips de fora de la ciutat de Sheffield amb la finalitat de buscar un desafiament molt major.
Ells es van convertir en membres de la FA, al desembre de 1863. El 31 de març de 1866, va haver-hi un partit entre un equip en representació de Sheffield i un en representació dels clubs de Londres, a Battersea Park. Regles que només difereixen lleugerament de les normes de la FA les quals es van utilitzar. No obstant això, Sheffield va seguir exercint-se amb les seves pròpies normes, amb algunes modificacions, fins que es va aprovar les normes de la FA el 1878.
En el 2007 va celebrar el seu 150è aniversari, amb tres partits a l'octubre i novembre d'aquest any. El més transcendental va ser contra l'Inter de Milà, que va acabar amb un 2-5 a favor dels italians. Pelé va estar entre els assistents, i va entrar en el terreny de joc després del partit.

### Thursday Wanderers
Thursday Wanderers va ser un equip fundat pel Sheffield FC. Els jugadors que desitjaven jugar en la Sheffield Challenge Cup jugaven per aquest equip. El Sheffield FC havia decidit no jugar partits els dies dijous, per la qual cosa molts dels seus jugadors van començar a jugar aquest dia. L'equip funciona des de la temporada de 1876-1877 fins al 1878-1879, guanyant la Copa en el seu últim any. L'equip va ser breument reviscut a principis dels anys 1880.

### Declivi
El seu declivi en l'àmbit del futbol va començar amb la introducció del professionalisme, al juliol de 1885, El Sheffield per ser un equip amateur no podia competir amb equips de professionals, perdent en gran manera d'aquest any davant equips com l'Aston Villa, Nottingham Forest i Notts County. L'ascens del Sheffield United i el Sheffield Wednesday com a rivals avantguardes del futbol local va relegar al Sheffield original a l'oblit.
Després de la legalització del professionalisme, el Sheffield FC va proposar a la FA la creació d'una Copa exclusivament per als clubs amateurs. Aquesta es convertiria en la FA Cup Amateur. El Sheffield guanya així el seu primer gran trofeu el 1904.

### Des de la Segona Guerra Mundial fins al dia d'avui

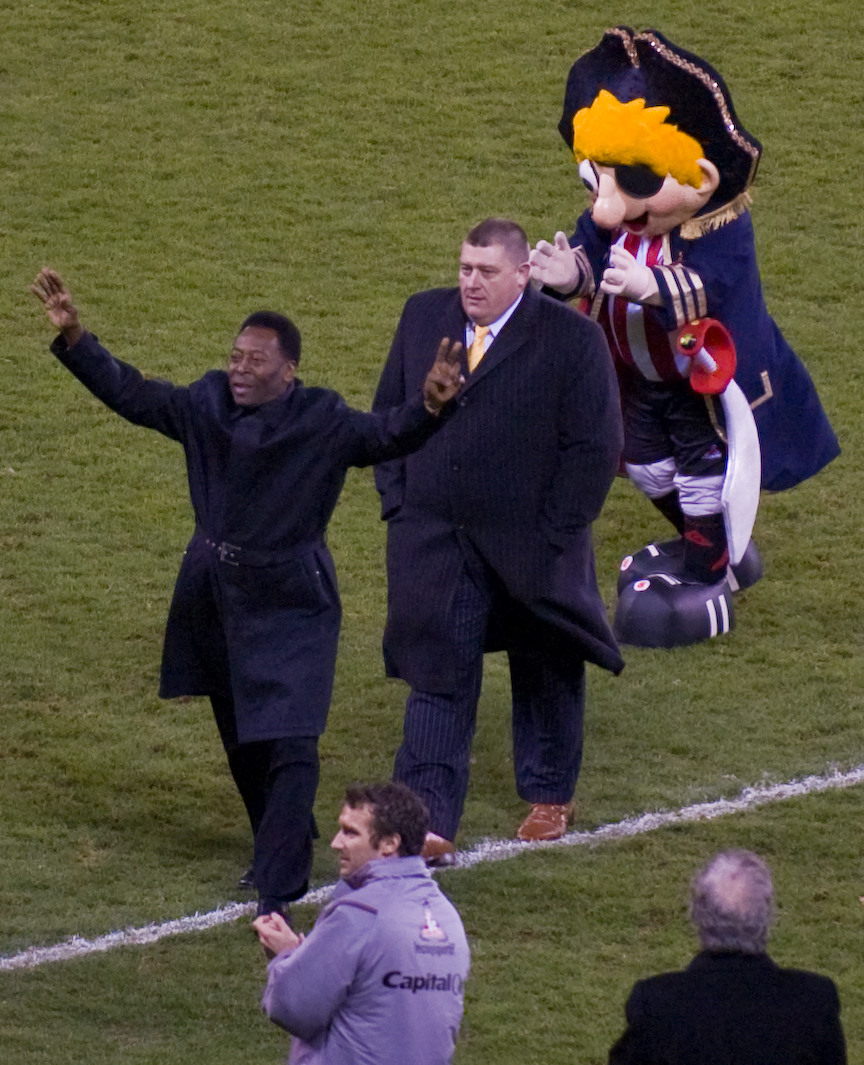
Pelé en el partit en què el Sheffield FC va disputar contra l'Inter de Milà en les celebracions dels seus 150 anys.

Sheffield es va unir a la Lliga Yorkshire el 1949, romanent en la competència fins que es va fusionar amb la Lliga Midland per formar més endavant la Northern Counties East Lliga el 1982. Durant els seus 33 anys d'estada en la Lliga Yorkshire, el seu únic títol de divisió va ser la doble corona el 1975-76.
En el 2007 va celebrar el seu 150è aniversari amb tres partits a l'octubre i novembre d'aquest any. La més important d'elles va ser contra l'Inter de Milà i es va dur a terme a Bramall Lane. El partit va acabar amb un 5-2 amb victòria per a l'equip visitant. Pelé va estar entre els assistents i va entrar en el terreny de joc després del partit. El dia de l'aniversari va ser marcat amb un servei religiós i un sopar de gala a la qual van assistir Sepp Blatter i Geoff Thompson, entre altres importants figures d'aquest esport.

## Uniforme
- Uniforme titular: Samarreta vermella i grana, pantalons negres i mitges granes.
- Uniforme alternatiu: Samarreta blava, pantalons blancs i mitges blaves.

## Palmarès
- FA Amateur Cup: 1903-04
- Yorkshire League Division Two: 1976–77
- Yorkshire League Cup: 1977–78
- Whitbread Trophy: 1987–88
- Northern Counties East League Division One (2): 1988–89, 1990–91
- Northern Counties East League Cup (2): 2000–01, 2004–05
- Sheffield and Hallamshire Senior Cup (5): 1993–94, 2004–05, 2005–06, 2007–08, 2009–10